# مدرسة أب تاون
مدرسة أب تاون (بالإنجليزية: Uptown School)‏ هي مدرسة دولية خاصة تقع في دبي، الإمارات.

## الروابط الخارجية
- الموقع الرسمي